# LEGO The Hobbit
Lego The Hobbit is een computerspel uit 2014 gebaseerd op het speelgoed van LEGO en de filmserie van Peter Jackson. Het spel behandelt de films The Hobbit: An Unexpected Journey en The Hobbit: The Desolation of Smaug. 
Het spel werd ontwikkeld door Traveller's Tales en MGM Interactive, en werd tegelijk uitgebracht voor Microsoft Windows, OS X, PlayStation 3, PlayStation 4, PlayStation Vita, Wii U, Nintendo 3DS, Xbox 360 en Xbox One. 

## Gameplay
De gameplay bevat zowel oude als nieuwe mogelijkheden. Zo kan de speler om verder te komen in het spel dingen (zoals bruggen en katapulten) bouwen met de materialen die hij verzamelt. Net als in Lego The Lord of the Rings kan de speler hier vrij door Midden-aarde lopen. Onderweg krijgt de speler opdrachten van inwoners van Midden-aarde en door het pad te volgen kan de speler het volgende level in het spel spelen. 
Alle personages in het spel hebben hun eigen vaardigheden, die nodig zijn om verder te geraken en puzzels op te lossen. Zo kan Bilbo met de ring onzichtbaar worden, kan Radagast betoverde dieren genezen.

## DLC
Bij de release van de game waren enkel de eerste twee films uit de trilogie van Peter Jackson verschenen. Om deze redenen bevatte het spel bij zijn release ook enkel levels uit deze twee films. Op de London Toyfair werd voor de release van de game aangekondigd dat bij het verschijnen van de laatste film in de reeks, er door middel van een DLC levels van die laatste film aan de game zou worden toegevoegd. De uitbreiding kwam er uiteindelijk niet bij de release van de laatste film. In maart 2015 liet Warner Bros weten dat de uitbreiding van de game er niet meer zou komen

## Audio
Net als bij Lego The Lord of the Rings wordt ook in deze game gebruikgemaakt van de dialogen uit de films. De stemmen van personages die niet in de films voorkomen zijn door verschillende stemacteurs ingesproken. Christopher Lee sprak de stem vertelstem van het spel in.

## Ontvangst
Het spel werd door de critici gematigd tot positief ontvangen.
| Beoordeeld door | Jaar | Platform | Score  |
| --------------- | ---- | -------- | ------ |
| IGN             | 2014 | PS4      | 7.4/10 |
| IGN             | 2014 | Xbox One | 7.4/10 |
| Gamespot        | 2014 | PS4      | 5/10   |
| Power Unlimited | 2014 | N.V.T    | 70/100 |
| Metacritic      | 2014 | Xbox 360 | 70/100 |
| Eurogamer       | 2014 | PC       | 6/10   |
| XGN             | 2014 | Xbox 360 | 8.2/10 |
| Gamesradar      | 2014 | PS4      | 3.5/5  |
| Daily News      | 2014 | PS4      | 3/5    |

The Fellowship of the Ring · The Two Towers · The Return of the King · The Third Age · War of the Ring · The Battle for Middle-earth · The Battle for Middle-earth II ·  The Battle for Middle-earth II: The Rise of the Witch-king · The Lord of the Rings Online · Conquest · Aragorn's Quest · War in the North · Guardians of Middle-earth · LEGO The Lord of the Rings · LEGO The Hobbit